# Calao tarictic
Penelopides panini
Espèce
Statut de conservation UICN

 EN A2cd+4cd;C2a(i) : En danger
Statut CITES
Le Calao tarictic (Penelopides panini) est une espèce d'oiseau de la famille des Bucerotidae, endémique des forêts pluviales des Philippines. On l'appelle parfois Calao des Philippines.

## Sous-espèces
D'après Alan P. Peterson, cette espèce est constituée des deux sous-espèces suivantes :
- Penelopides panini ticaensis Hachisuka, 1930 — Ticao ;
- Penelopides panini panini (Boddaert, 1783) — Masbate, Panay, Sicogon, Pan de Azúcar, Guimaras et Negros.